# Jean-Claude Chambellan Duplessis

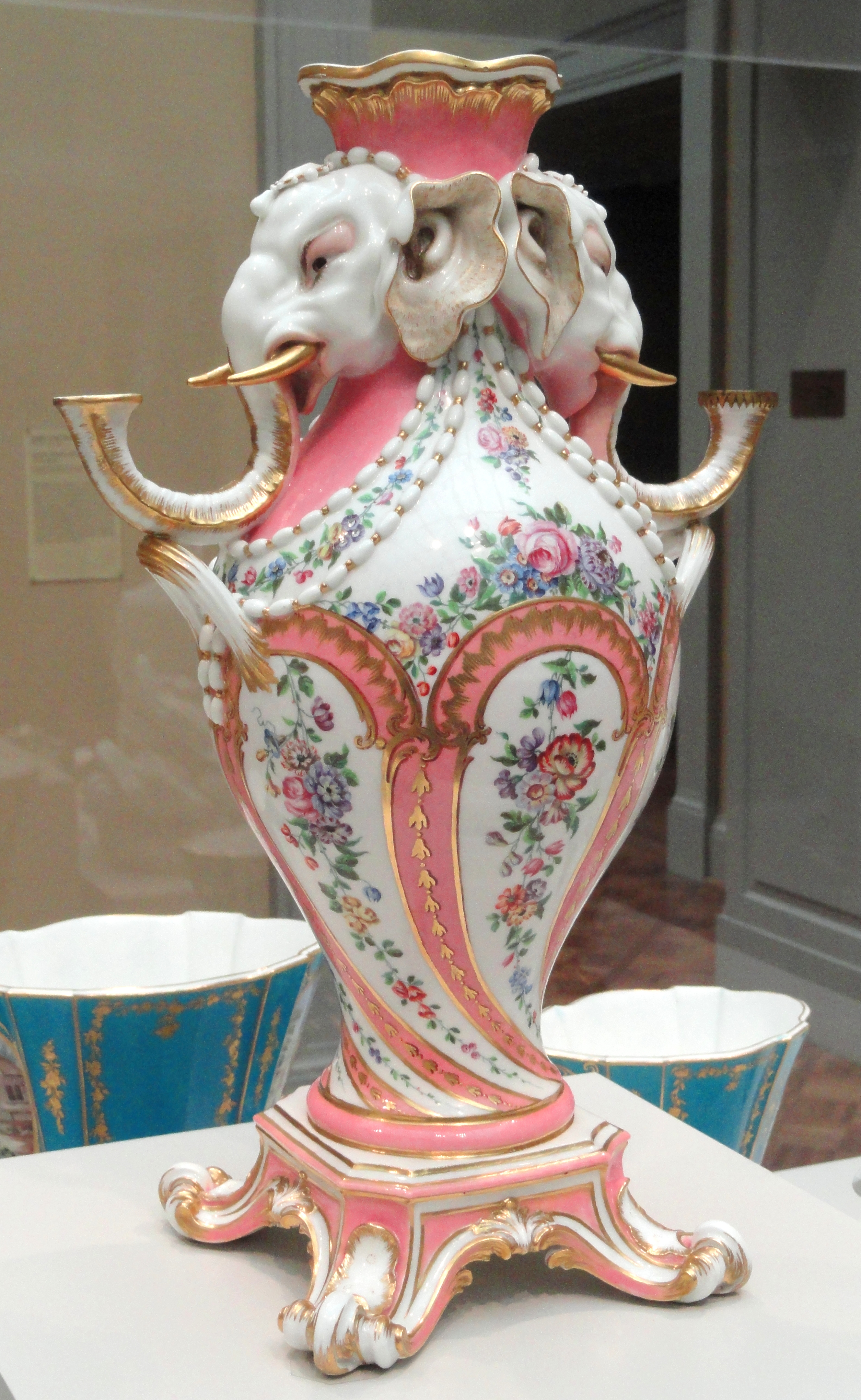
Vaso-candelabro elefante, 1757-1758, Sèvres, Jean-Claude Duplessis, dipinto da Pierre-Louis-Philippe Armand (Art Institute of Chicago)

Jean-Claude Chambellan Duplessis (Torino, 1699 – Parigi, 1774) è stato un orafo, scultore, modellatore di porcellane, fonditore di bronzi dorati, direttore di fabbrica di porcellane francese.

## Biografia
Jean-Claude Chambellan Duplessis, noto come Duplessis padre - per distinguerlo dal figlio Jean-Claude-Thomas Chambellan Duplessis (c. 1730 — 1783) che è stato un bronzista alla Manifattura di Sèvres ed ha realizzato opere in stile neoclassico - era un artista versatile: orafo, scultore, modellatore di porcellane, fonditore di bronzi, decoratore d'interni del periodò rococò.
Nato a Torino - dove si chiamava Giovanni Claudio Ciamberlano - lavorò per il principe Vittorio Amedeo I di Savoia-Carignano. Nel 1730, nominato generale delle armate di Francia, il principe Vittorio Amedeo si trasferì a Parigi, condusse al suo seguito Jean-Claude Chambellan Duplessis e gli commissionò opere decorative per l'Hôtel de Soissons - sua residenza - dove raccolse una importante collezione di opere d'arte. Jean-Claude Chambellan Duplessis fu protetto anche da Marc-René de Voyer de Paulmy d'Argenson (1722–1787) che ottenne per lui un alloggio al Louvre.

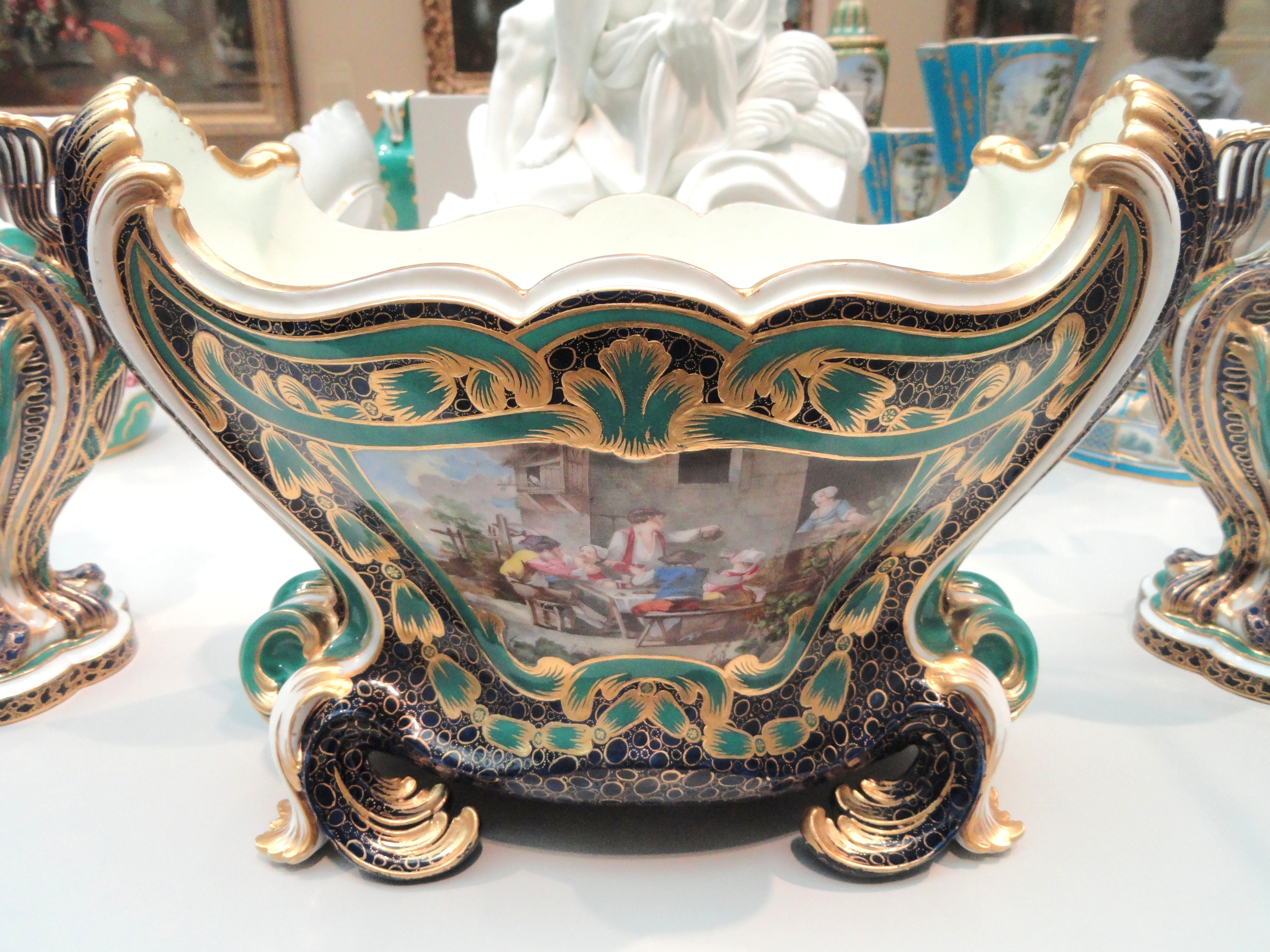
Vaso, c. 1760, Sèvres, Jean-Claude Duplessis, dipinto da Charles-Nicolas Dodin Art Institute of Chicago

Dopo la partenza del principe di Savoia-Carignano, Chambellan Duplessis lavorò alla Manifattura di porcellane di Vincennes, dal 1748, quindi alla Manifattura di Sèvres, dal 1756 fino alla morte, e a Sèvres ebbe anche la direzione di parte della produzione. Nel 1755 riuscì a realizzare vasi di forma ovale e più tardi i tipici, fantasiosi vasi a testa di elefante. Creava anche montature in bronzo dorato per vasi e nel 1758 ottenne il titolo prestigioso di orfèvre du Roi.
Eseguì le parti in bronzo dorato al mercurio per il bureau du Roi, ideato per Luigi XV di Francia dall'ebanista Jean-François Oeben (1720 c. — 1763) e portato a termine dall'ebanista Jean-Henri Riesener (1734—1806). Questo prezioso scrittoio è considerato il mobile più significativo dello stile Luigi XV.
Opere di Jean-Claude Chambellan Duplessis - coppe pot-pourri, bacini, calamai, vasi a forma di uovo, zuppiere, figurine di porcellana, montature in bronzo per orologi e per vasi di porcellana francese o cinese - si conservano in molti musei: negli Usa al Paul Getty Museum, al Metropolitan Museum of Art, alla Frick Collection; in Francia al Louvre, al Museo nazionale di Ceramica di Sèvres, al Castello di Versailles, al Petit Palais; a Londra al Victoria and Albert Museum e alla Wallace Collection e in Turchia al Topkapi, dove ci sono oggetti presentati nel 1742 all'ambasciatore delle Sublime Porta Mehmed Said Efendi.